# A Great Big World
A Great Big World est un groupe pop américain composé de Ian Axel (en) et Chad King. Le duo new-yorkais est essentiellement connu pour les chansons This Is the New Year, reprise dans un épisode de la saison 4 de Glee, et Say Something, devenue un tube international depuis qu'ils l'ont réenregistrée avec Christina Aguilera en 2013. La chanson a d'ailleurs été récompensée aux Grammy Awards 2015.
Leur deuxième album, When The Morning Comes, est sorti le 13 novembre 2015.

## Biographie

### Membres

#### Ian Axel
Ian Axel (en) naît le 28 mars 1985 à Fair Lawn dans le New Jersey, au sein d'une famille juive. Il a fait sa bar mitzvah et est un juif séculier,. Il est le deuxième enfant de Terry et Elyse Axel, et a une sœur appelée Melissa.
Il joue du piano depuis qu'il a 3 ans, et a composé son premier morceau au même âge. Il joue également du ukulélé.
Il a fait partie du groupe de rock du lycée de Fair Lawn, The Boptones.
Après avoir obtenu son diplôme en 2003, il part étudier à l'Université de Boston. Puis il intègre au cours de sa deuxième année l'Université de New York, où il rencontrera Chad King qui le poussera à chanter et lui paiera même son premier cours de chant. Ils deviendront colocataires vers 2007 et ne déménageront chacun de leur côté qu'en 2014, Ian s'installant avec sa petite amie.
Il travaille pendant deux ans et demi en tant que personal shopper dans un Apple Store à Manhattan, avant de démissionner pour devenir auteur-compositeur-interprète à plein temps. Il sortira ainsi un EP et un album en solo, avant de former A Great Big World avec Chad.
En mai 2015, il annonce publiquement ses fiançailles avec sa petite amie Lina, qui est danseuse. Ils se marient le 15 avril 2016 au Housing Works Bookstore Café à New York, et Chad est le témoin de Ian. Ils ont un fils, Bowie, né le 29 mai 2017.

#### Chad King
Chad King naît le 10 juillet 1985 sous le nom de Chad Vaccarino. D'origine italienne, il est le troisième enfant de Joseph et Susan Vaccarino. Il grandit à Port Charlotte en Floride entouré de deux frères et une sœur : Joey, Chris et Carissa.
Il commence à chanter, danser et jouer la comédie à l'âge de 7 ans. Il prend ainsi 5 jours par semaine des cours d'acrobaties, de claquettes, de jazz, de ballet, de chant et de comédie au studio Stars of Tomorrow Dance de Viki Parkes à Port Charlotte, et se produit dans des théâtres et des maisons de retraite. À 10 ans, il interprète le rôle de Pinocchio, et danse dans les ballets La Belle au Bois Dormant et Casse-Noisette. En 1996, il joue dans un court-métrage appelé Paul McCall et apparaît dans un épisode de la série Kenan & Kel.
À 16 ans, il veut devenir chanteur de country et écrit ses propres chansons avec un ami. Puis il tente sa chance au casting de American Idol mais est recalé dès la première audition. Au lycée, il joue de la trompette dans une fanfare.
En 2003, il fait de la figuration dans le film Monster (avec Charlize Theron et Christina Ricci). Il a également prêté sa voix pour diverses publicités, et a été membre de la SAG-AFTRA pendant plusieurs années.
Il a exercé des petits boulots comme vendeur de ponchos à Universal Studios Florida et cuisinier chez McDonald's.
En juin 2014, il révèle dans une vidéo postée sur la chaîne Youtube du groupe son combat contre la sclérose en plaques dont il a été diagnostiqué en 2007, alors qu'il était à l'université. Il explique que le régime paléo préconisé par le Dr Terry Wahls (en) ainsi qu'une bonne hygiène de vie lui ont permis de faire disparaître ses symptômes, alors que les médecins lui avaient dit qu'il serait paralysé d'ici 7 ans. Il profite de cette même vidéo pour révéler publiquement son homosexualité.
En juillet 2015, il annonce qu'il a décidé de changer de nom de famille, en grande partie en raison de déformations récurrentes. Il sera désormais Chad King, nom qu'il a choisi à partir d'un personnage du roman Sur la route de Jack Kerouac.

### Carrière

#### 2005-2011: Rencontre et débuts
Ian Axel et Chad King se rencontrent à l'Université de New York où ils sont étudiants en business music au sein de la Steinhardt School of Culture, Education and Human Development. Ian cherche alors quelqu'un avec qui écrire une comédie musicale. Il ne connaît de Chad que sa capacité à jouer de la trompette, mais il insiste pour lui faire entendre ses chansons. D'abord réticent, Chad est immédiatement conquis à leur écoute. Il poussera alors Ian à se mettre à chanter.
Ils commencent rapidement à écrire et composer ensemble, mais Chad décide d'arrêter complètement de chanter et c'est en solo que Ian sort un premier EP en 2007, I'm On to You, puis un album en 2011, This Is The New Year. Toutes les chansons restent co-écrites par Chad, qui devient par ailleurs le manager de Ian. Certains de leurs morceaux sont utilisés dans la série télévisée Les Frères Scott, dans l'émission Good Morning America ou encore des programmes de la chaîne MTV comme I Used To Be Fat (en).
Les paroles de This Is The New Year tenant à cœur à Chad (en particulier "Say everything you've always wanted / Be not afraid of who you really are"), il décide de l'interpréter avec Ian. Cette chanson lui redonne ainsi le courage de se remettre à chanter après avoir passé des années à se cacher derrière son ami.
En 2010, ils commencent à faire fréquemment des concerts ensemble. Ils font notamment les premières parties de Ingrid Michaelson, Matthew Morrison et Five for Fighting.
En 2011, leur chanson This Is The New Year est la chanson-titre de la bande originale du film Happy New Year.
Le duo a écrit et composé la chanson Everyone Is Gay pour l'organisation du même nom créée en 2010 par Kristin Russo et Dannielle Owens-Reid pour soutenir la jeunesse LGBTQ. Elles leur avaient ainsi demandé "la chanson la plus gay jamais écrite" pour le premier volume de The Gayest Compilation Ever Made, sorti le 1er janvier 2012.

#### 2012-2013: Création du groupe et signature chez Epic Records
En juillet 2012, ils lancent une campagne Kickstarter afin d'enregistrer un EP de six titres, sur lesquels ils chantent tous les deux.
Deux mois plus tard, ils annoncent qu'ils ont décidé de former officiellement un groupe. Ils prennent alors le nom d'A Great Big World, tiré des paroles de leur chanson Cheer Up! : "It's a great big world and there's no need to cry".
Début 2013, This is The New Year est reprise dans un épisode de la saison 4 de Glee, ce qui leur permet de se faire connaître encore un peu plus (Rockstar sera également interprétée par le cast dans la saison 5). Ils signent au printemps chez Epic Records et sortent trois nouveaux titres en mai

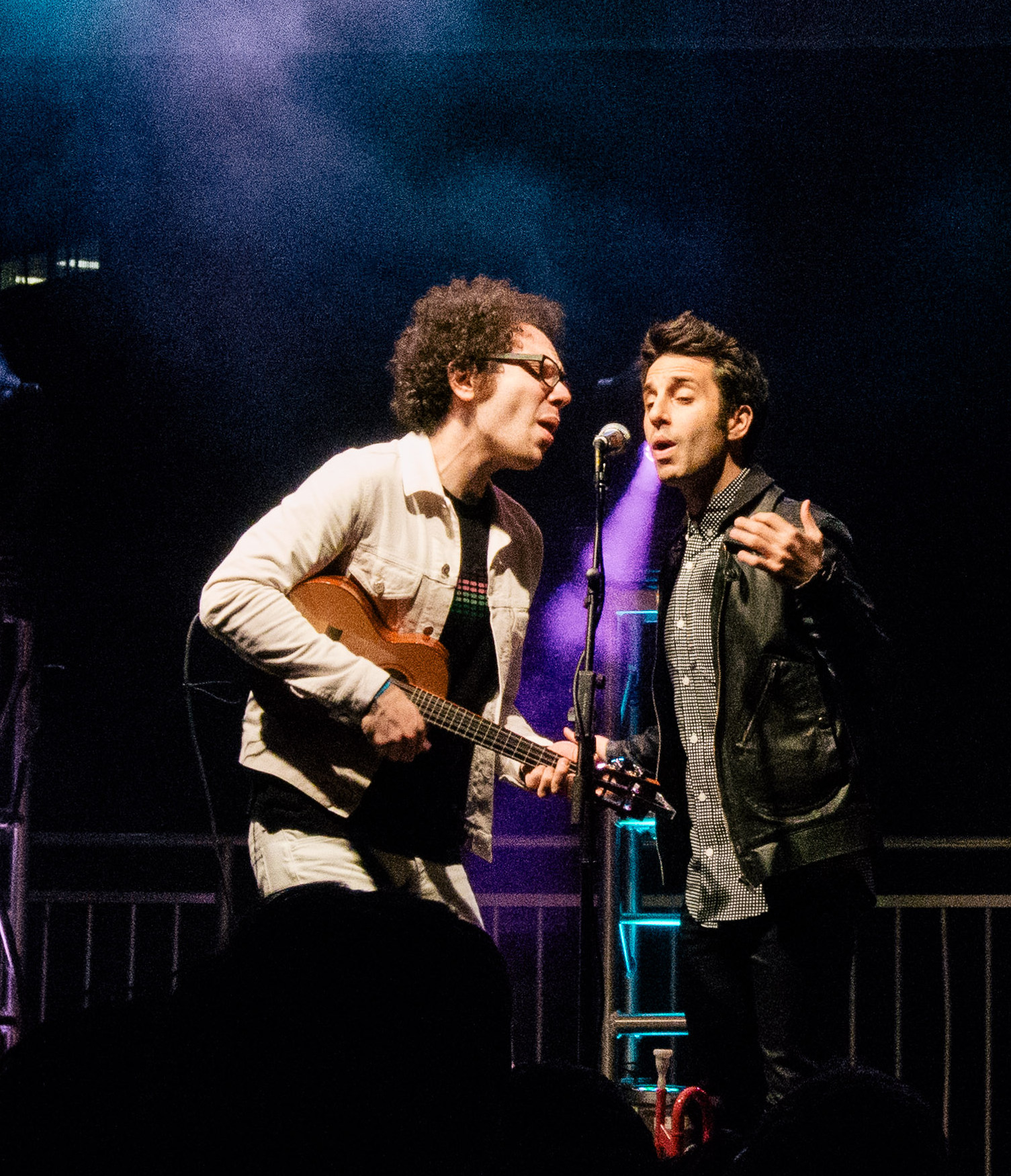
A Great Big World sur scène en avril 2014

#### 2013-2014:Say SomethingetIs There Anybody Out There?
Leur chanson Say Something (en), écrite en 2009 et déjà présente sur l'album solo de Ian Axel sorti en 2011, est utilisée le 3 septembre 2013 dans l'émission américaine So You Think You Can Dance. Le titre monte alors dans les classements sur iTunes et certaines radios commencent à le diffuser. C'est ainsi que Christina Aguilera finit par les découvrir et les contacte une semaine plus tard pour leur proposer de réenregistrer la chanson avec elle. Début novembre, ils l'interprètent ensemble sur le plateau de The Voice, où Christina est une des coaches. Ils se font ainsi définitivement connaître et se retrouvent d'ailleurs no 1 au classement Billboard Digital Songs. Depuis, la chanson a atteint le top des classements dans de nombreux pays, et a notamment été certifiée cinq fois disque de platine aux États-Unis, et six fois disque de platine au Canada.
Leur premier album, Is There Anybody Out There? (en), sort le 21 janvier 2014. Pour le clip du second single, Already Home, Ian et Chad font appel à Darren Criss (Glee) et Jessica Szohr (Gossip Girl). Celui-ci sort le 21 avril 2014.
Ils co-écrivent et interprètent avec Ingrid Michaelson la chanson « Over You », qui figure sur son album Lights Out sorti le 15 avril 2014. À l'instar de Say Something, la chanson est utilisée dans So You Think You Can Dance le 20 août 2014.
En octobre 2014, ils font la première partie de la violoniste Lindsey Stirling en Allemagne, en Pologne et au Luxembourg.
Le 8 février 2015, ils remportent un Grammy Award pour Say Something dans la catégorie Best Pop Duo/Group Performance (en) avec Christina Aguilera.

#### 2015-présent:When The Morning ComesetStrokes of Genius
Le 22 juillet 2015, ils dévoilent Hold Each Other avec la participation du rappeur Futuristic, premier single de leur second album When The Morning Comes sorti le 13 novembre 2015. Ont notamment collaboré sur cet album Gregg Wattenberg, Derek Fuhrmann, Dan Romer (en), Mozella (en), Greg Holden (en), Antonina Armato, Tim James (en), Kevin Kadish, Josh Kear (en), ou encore Dave Eggar (en).
Le 12 janvier 2016, ils annoncent pour les mois de mars et avril le Kaleidoscope Tour, une tournée de 26 dates à travers les États-Unis et le Canada. Puis ils font à l'été de la même année la première partie de Phillip Phillips et Matt Nathanson sur une partie de leur tournée.
Ils écrivent depuis plusieurs années une comédie musicale pour Broadway ayant pour thème la famille, mais pas entendu dans un sens conventionnel. En été 2015, ils disent avoir terminé la première ébauche et être à la recherche d'un metteur en scène. Après avoir été intitulée provisoirement Two Blocks Away, son nouveau titre est pour le moment Strokes of Genius. Ils en présentent les chansons lors d'un concert au Joe's Pub (en) le 26 avril 2016, accompagnés de leurs musiciens et de leurs invités : Darren Criss, Lena Hall, Amanda Brown (en), et Honey Larochelle.
Ian et Chad préparent actuellement avec leurs musiciens leur troisième album prévu pour 2018.

## Discographie

### Albums
| Titre                            | Détails sur l'album                                                              | Positions dans les classements | Positions dans les classements | Positions dans les classements | Positions dans les classements | Positions dans les classements | Positions dans les classements | Ventes                 |
| Titre                            | Détails sur l'album                                                              | États-Unis                     | Australie                      | Autriche                       | Canada                         | Suède                          | Royaume-Uni                    | Ventes                 |
| -------------------------------- | -------------------------------------------------------------------------------- | ------------------------------ | ------------------------------ | ------------------------------ | ------------------------------ | ------------------------------ | ------------------------------ | ---------------------- |
| Is There Anybody Out There? (en) | - Sortie : 21 janvier 2014 - Label : Epic Records - Format : téléchargement, CD  | 3                              | 33                             | 36                             | 3                              | 25                             | 16                             | - États-Unis : 76 000, |
| When The Morning Comes           | - Sortie : 13 novembre 2015 - Label : Epic Records - Format : téléchargement, CD | 75                             | -                              | -                              | -                              | -                              | -                              | -                      |

### Singles
| Année | Single                                       | Positions dans les classements | Positions dans les classements | Positions dans les classements | Positions dans les classements | Positions dans les classements | Positions dans les classements | Positions dans les classements | Positions dans les classements | Positions dans les classements | Positions dans les classements | Positions dans les classements | Ventes                   | Album                       |
| Année | Single                                       | États-Unis                     | Australie                      | Autriche                       | Canada                         | Allemagne                      | Irlande                        | Nouvelle-Zélande               | Suède                          | Suisse                         | Royaume-Uni                    | France                         | Ventes                   | Album                       |
| ----- | -------------------------------------------- | ------------------------------ | ------------------------------ | ------------------------------ | ------------------------------ | ------------------------------ | ------------------------------ | ------------------------------ | ------------------------------ | ------------------------------ | ------------------------------ | ------------------------------ | ------------------------ | --------------------------- |
| 2013  | This Is the New Year                         | —                              | —                              | —                              | —                              | —                              | —                              | —                              | —                              | —                              | —                              | —                              |                          | Is There Anybody Out There? |
| 2013  | Say Something (en) (avec Christina Aguilera) | 4                              | 1                              | 4                              | 1                              | 36                             | 6                              | 2                              | 4                              | 20                             | 4                              | 6                              | - États-Unis : 3 859 000 | Is There Anybody Out There? |
| 2014  | Already Home                                 | —                              | —                              | —                              | —                              | —                              | —                              | —                              | —                              | —                              | —                              | —                              | -                        | Is There Anybody Out There? |
| 2015  | Hold Each Other (featuring Futuristic)       | 99                             | —                              | —                              | 69                             | —                              | —                              | —                              | —                              | —                              | —                              | —                              | -                        | When The Morning Comes      |
| 2015  | Oasis                                        | —                              | —                              | —                              | —                              | —                              | —                              | —                              | —                              | —                              | —                              | —                              | -                        | When The Morning Comes      |
| 2016  | Won't Stop Running                           | —                              | —                              | —                              | —                              | —                              | —                              | —                              | —                              | —                              | —                              | —                              | -                        | When The Morning Comes      |

### Clips vidéos
| Year | Song                                      | Director         |
| ---- | ----------------------------------------- | ---------------- |
| 2013 | "This Is the New Year"                    | Leiv Parton      |
| 2013 | "Everyone Is Gay"                         | Rohitash Rao     |
| 2013 | "Say Something" (avec Christina Aguilera) | Christopher Sims |
| 2014 | "Already Home"                            | Isaac Rentz      |
| 2014 | "I Want a Hippopotamus for Christmas"     | Rohitash Rao     |
| 2015 | "Hold Each Other" (featuring FUTURISTIC)  | Marc Klasfeld    |
| 2016 | "Oasis"                                   | Elliot Sellers   |
| 2016 | "Won't Stop Running"                      | Lee Cherry       |

## Récompenses et nominations
| Année | Cérémonie                | Catégorie                           | Travail nommé                             | Résultat   |
| ----- | ------------------------ | ----------------------------------- | ----------------------------------------- | ---------- |
| 2014  | iHeartRadio Music Awards | Best Lyrics                         | "Say Something" (avec Christina Aguilera) | Nomination |
| 2014  | NewNowNext Awards (en)   | Best New Music Group                |                                           | Remporté   |
| 2015  | Grammy Awards            | Best Pop Duo/Group Performance (en) | "Say Something" (avec Christina Aguilera) | Remporté   |
| 2015  | BMI Pop Awards           |                                     | "Say Something" (avec Christina Aguilera) | Remporté   |

## Chansons utilisées dans les médias
- 2010
  - This Is The New Year pour le générique de l'émission I Used To Be Fat (en), diffusée à partir du 29 décembre 2010[51].
- 2011
  - This Is The New Year sur la chaîne télévisée ESPN[51].
  - This Is The New Year dans l'émission Good Morning America[51].
  - This Is The New Year dans l'émission The Amazing Race[51].
  - Gone (chanson extraite de l'album This Is The New Year de Ian Axel (en)) dans l'épisode 19 de la saison 8 de la série Les Frères Scott, diffusé le 26 avril 2011[51].
  - This Is The New Year dans la scène d'ouverture du film Happy New Year, sorti le 9 décembre 2011 aux États-Unis et le 21 décembre 2011 en France[52].
- 2012
  - This Is The New Year dans l'épisode spécial Always and Forever de la série Les Frères Scott, diffusé le 4 avril 2012[51].
- 2013
  - Girl I Got a Thing (chanson extraite de l'album This Is The New Year de Ian Axel (en)) dans l'épisode 11 de la saison 4 de la série Glee diffusé le 24 janvier 2013.
  - This Is The New Year reprise dans l'épisode 12 de la saison 4 de la série Glee diffusé le 31 janvier 2013[51].
  - Say Something dans l'émission So you think you can dance du 3 septembre 2013[53].
  - Land of Opportunity, I Really Want It, Rockstar, Waltz (chanson extraite de l'album This Is The New Year de Ian Axel (en)) et There Is An Answer dans le film Contest sorti le 5 octobre 2013[54].
- 2014
  - Say Something dans l'épisode 13 de la saison 5 de la série The Vampire Diaries diffusé le 6 février 2014.
  - Say Something (réinterprétée) dans l'épisode 2 de la saison 18 de l'émission Dancing with the Stars diffusé le 24 mars 2014.
  - Rockstar reprise dans l'épisode 14 de la saison 5 de la série Glee diffusé le 1er avril 2014[55].
  - I Really Want It dans l'épisode 8 de la saison 1 de la série About a Boy diffusé le 15 avril 2014.
  - Say Something dans l'épisode 13 de la saison 3 de la série Suburgatory diffusé le 14 mai 2014[56].
  - Say Something dans le film Perdona Si Te Llamo Amor (es) sorti en Espagne le 19 juin 2014[57].
  - Over You (chanson en collaboration avec Ingrid Michaelson) dans l'émission So you think you can dance du 20 août 2014[58].
  - Say Something dans l'épisode 22 de la saison 5 de la série Rookie Blue diffusé le 21 août 2014.
  - Say Something dans la bande-annonce du film Si je reste sorti le 22 août 2014 aux États-Unis et le 17 septembre 2014 en France[59].
  - Say Something dans l'épisode 4 de la saison 1 de la série Red Band Society diffusé le 8 octobre 2014.
- 2015
  - Say Something (version instrumentale) dans l'épisode 11 de la saison 10 de la série Waterloo Road, diffusé le 2 janvier 2015.
  - Over You dans l'épisode 12 de la saison 2 de la série The Fosters diffusé le 19 janvier 2015.
  - Say Something dans le trailer du film Les 33 sorti le 6 août 2015 au Chili et le 13 novembre 2015 aux États-Unis.
  - Say Something dans l'épisode 6 de la saison 19 de la série d'animation South Park diffusé le 28 octobre 2015.
  - Say Something dans l'épisode 9 de la saison 13 de la série NCIS : Enquêtes spéciales diffusé le 17 novembre 2015.
- 2016
  - Kaleidoscope dans le trailer de la série The Great Indoors, nouvelle série de CBS prévue pour l'automne 2016.
- 2017
  - Kaleidoscope dans une publicité américaine pour la sortie du DVD de Vaiana : La Légende du bout du monde.
  - You'll Be Okay reprise par Maia Mitchell et David Lambert dans l'épisode 20 de la saison 4 de la série The Fosters, diffusé le 11 avril 2017.
- 2018
  - Say Something dans la série Meteor Garden.

En France, la musique d'A Great Big World a notamment été utilisée dans des émissions comme The Voice, L'Amour est dans le Pré ou encore Un Trésor dans Votre Maison. Say Something a par ailleurs été reprise par Anne Sila et Florent Pagny lors de la finale de la saison 4 de The Voice, diffusée le 25 avril 2015.

### Source
- (en) Cet article est partiellement ou en totalité issu de l’article de Wikipédia en anglais intitulé « A Great Big World » (voir la liste des auteurs).